# Paul Legentilhomme

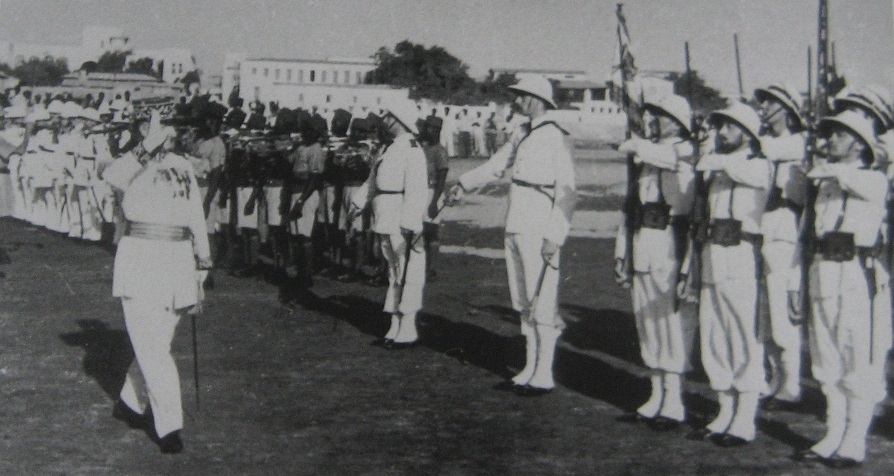
Legentilhomme revisando tropas, c. 1939.

Paul Legentilhomme, nació el 26 de marzo de 1884 en Valognes, y murió el 23 de mayo de 1975 en Villefranche-sur-Mer, Francia. Fue un general del ejército,  de la 1.ª División de Infantería, y una figura francesa de la Segunda Guerra Mundial.

## Carrera militar
- 1907: Segundo Teniente
- 1909: ascendido a Teniente
- 1918: ascendido a Capitán
- 1924: Comandante promovido
- 1929: ascendido a Teniente coronel
- 1934: ascendido a Coronel
- 1938: ascendido a General de brigada
- 1941: ascendido a Mayor general
- 1943: ascendido a Teniente general
- 1947: ascendido a General del Ejército

## Condecoraciones y premios
- Gran cruz de la Legión de Honor
- Compañero de la Liberación - el decreto del 18 de noviembre de 1945 (efectiva 2 de septiembre de 1942)
- Medalla Militar
- Cruz de guerra 1914-1918
- Cruz de guerra 1939-1945
- Caballero del Dragón de Annam
- Caballero comendador de honor de la Orden del Baño (Reino Unido)
- Comandante de la Legión de Mérito (EE. UU.)